# Launaea spinosa
Launaea spinosa là một loài thực vật có hoa trong họ Cúc. Loài này được (Forssk.) Sch.Bip. mô tả khoa học đầu tiên.